# Huernia zebrina
Huernia zebrina är en oleanderväxtart. Huernia zebrina ingår i släktet Huernia och familjen oleanderväxter.

## Underarter
Arten delas in i följande underarter:
- H. z. insigniflora
- H. z. magniflora
- H. z. zebrina